# Megarcys magnilobus
Megarcys magnilobus är en bäcksländeart som beskrevs av Zhiltzova 1988. Megarcys magnilobus ingår i släktet Megarcys och familjen rovbäcksländor. Inga underarter finns listade i Catalogue of Life.